# Olimpic
|  | No s'ha de confondre amb Olímpic. |

Olimpic fou una marca catalana de motocicletes, fabricades entre 1953 i 1955 per l'empresa Fusté a Igualada, Anoia.
Les Olimpic eren molt resistents i duien motor Hispano Villiers en versions de 125 i 197 cc.